# Andriasa mitchelli
Andriasa mitchelli är en fjärilsart som beskrevs av Hayes 1973. Andriasa mitchelli ingår i släktet Andriasa och familjen svärmare. Inga underarter finns listade i Catalogue of Life.